# Бамбінґі-Банґоран
8°25′ пн. ш. 20°40′ сх. д. / 8.417° пн. ш. 20.667° сх. д.
Бамбінґі-Банґоран — одна з 14 префектур Центральноафриканської Республіки. Має найнижчу щільність населення в державі.
Межує на північному сході з префектурою Вакага, на сході з Верхнім Котто, на півдні з префектурою Уака, на південному заході з економічною префектурою Нана-Гребізі, на півночі з Чадом.